# Т-34М
Т-34М (также, А-43) — проект советского среднего танка периода Великой Отечественной войны.

## Указ Совнаркома
1. Утвердить Наркомсредмашу на 1941 год план производства:
а) танков Т-34 в количестве 2800 штук, в том числе по заводу № 183—1800 штук и по СТЗ — 1000 штук.
2. Обязать Наркомсредмаш, т. Малышева и директора завода № 183 т. Максарева внести в танки Т-34 следующие улучшения:
а) увеличить толщину брони башни и переднего лобового листа корпуса до 60 мм;
б) установить торсионную подвеску;
в) расширить погон башни до размера не менее 1600 мм и установить командирскую башенку с круговым обзором;
г) установить бортовые листы корпуса танка вертикально, с толщиной брони равнопрочной 40 мм броне при угле наклона 45".
3. Установить полный боевой вес улучшенного танка Т-34 — 27,5 тонны.
4. Обязать Наркомсредмаш т. Малышева и директора завода № 183 т. Максарева обеспечить в 1941 г. выпуск 500 штук улучшенных танков Т-34 в счет программы, установленной настоящим постановлением.

## Проект и доработка

### Доработка
Поступил указ о необходимости установки планетарной передачи, а также замена сварной башни на сварную башню из штампованных частей (или литую), толщиной лба и бортов 50 мм. Помимо этого, должны быть исключены гнутые надкрылки бортов.

## Подготовка к запуску в серию
Было изготовлено 5 корпусов и 3 штамповано-сварные башни, но из-за задержек с производством и доставкой двигателя В-5 и планетарной КПП танки так и не были переданы войскам. 22 июня началась Великая Отечественная война и завод № 183 был эвакуирован в Нижний Тагил. Работы над танком продолжены не были.

## А-43/Т-34М в компьютерных играх
Представлен в альтернативной ветке средних танков СССР, как средний танк 6 уровня А-43 в MMO-игре World of Tanks.